# Cornelly, England
Cornelly var en civil parish fram till 1934 när blev den en del av Tregony, i grevskapet Cornwall, i England. Civil parish var belägen 9 km från Truro och hade 77 invånare år 1931.